# Bradypterus grandis
Bradypterus grandis là một loài chim trong họ Locustellidae.